# Murchisonmedaljen

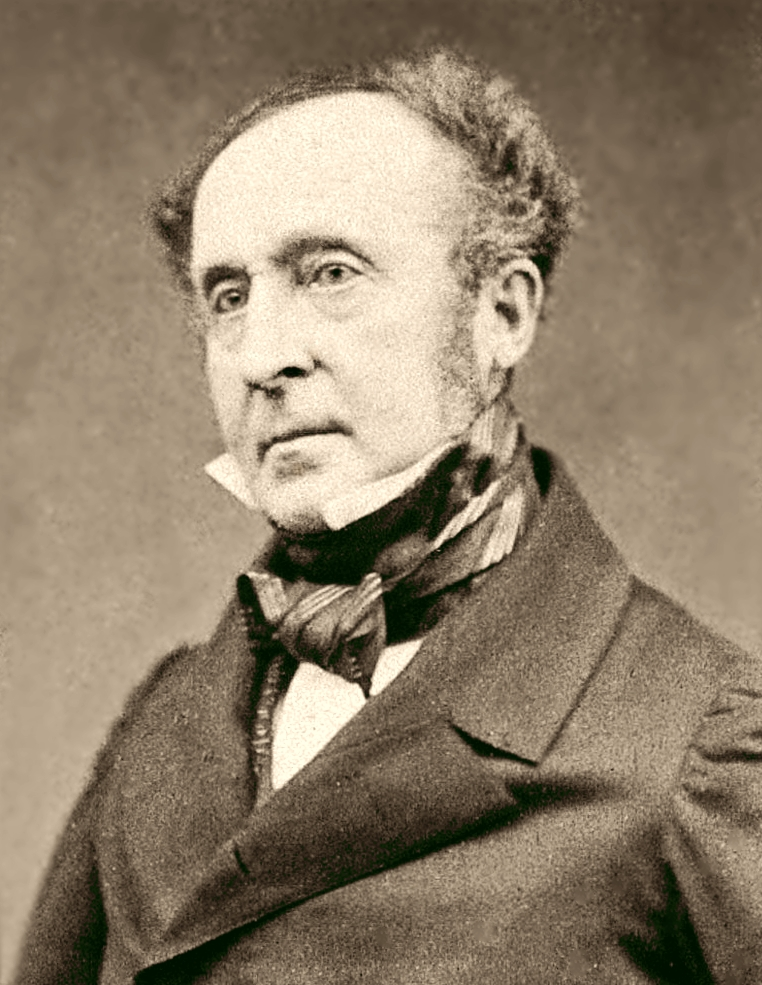
Sir Roderick Murchison

Murchisonmedaljen, Murchison Medal, är en medalj som sedan 1873 utdelas av Geological Society of London.
Medaljen instiftades av den skotske geologen Roderick Murchison (1792-1871), som även testamenterade medel till inrättandet av en lärostol i geologi vid Edinburghs universitet. Murchisonmedaljen anses likvärdig med Lyellmedaljen.

## Mottagare av Murchisonmedaljen

### 1800-talet
- 1873 - William Davies
- 1874 - John Jeremiah Bigsby
- 1875 - William Jory Henwood
- 1876 - Alfred Richard Cecil Selwyn
- 1877 - William Branwhite Clarke
- 1878 - Hanns Bruno Geinitz
- 1879 - Frederick McCoy
- 1880 - Robert Etheridge
- 1881 - Archibald Geikie
- 1882 - Jules Gosselet
- 1883 - Heinrich Göppert
- 1884 - Henry Woodward
- 1885 - Ferdinand von Roemer
- 1886 - William Whitaker
- 1887 - Peter Bellinger Brodie
- 1888 - John Strong Newberry
- 1889 - James Geikie
- 1890 - Edward Hull
- 1891 - Waldemar Christopher Brøgger
- 1892 - Alexander Henry Green
- 1893 - Osmond Fisher
- 1894 - William Talbot Aveline
- 1895 - Gustaf Lindström
- 1896 - Thomas Mellard Reade
- 1897 - Horace Bolingbroke Woodward
- 1898 - Thomas Francis Jamieson
- 1899 - Benjamin Neeve Peach
- 1899 - John Horne

### 1900-talet
- 1900 - Adolf Erik Nordenskiöld
- 1901 - Alfred John Jukes-Browne
- 1902 - Frederic William Harmer
- 1903 - Charles Callaway
- 1904 - George Alexander Louis Lebour
- 1905 - Edward John Dunn
- 1906 - Charles Thomas Clough
- 1907 - Alfred Harker
- 1908 - Albert Charles Seward
- 1909 - Grenville Arthur James Cole
- 1910 - Arthur Philemon Coleman
- 1911 - Richard Hill Tiddeman
- 1912 - Louis Dollo
- 1913 - George Barrow
- 1914 - William Augustus Edmond Ussher
- 1915 - William Whitehead Watts
- 1916 - Robert Kidston
- 1917 - George Frederic Matthew
- 1918 - Joseph Burr Tyrrell
- 1919 - Gertrude Lilian Elles
- 1920 - Ethel Mary Reader Shakespear
- 1921 - Edgar Sterling Cobbold
- 1922 - John William Evans
- 1923 - John Joly
- 1924 - Walcot Gibson
- 1925 - Herbert Henry Thomas
- 1926 - William Savage Boulton
- 1927 - George Thurland Prior
- 1928 - Jakob Johannes Sederholm
- 1929 - Charles Alfred Matley
- 1930 - Arthur Lewis Hallam
- 1931 - George Walter Tyrrell
- 1932 - William George Fearnsides
- 1933 - Alexander Logie du Toit
- 1934 - George Hickling
- 1935 - Edward Battersby Bailey
- 1936 - Ernest Edward Leslie Dixon
- 1937 - Leonard James Spencer
- 1938 - Henry Howe Bemrose
- 1939 - Harold Jeffreys
- 1940 - Arthur Holmes
- 1941 - Murray MacGregor
- 1942 - Henry Hurd Swinnerton
- 1943 - Alfred Brammall
- 1944 - Vincent Charles Illing
- 1945 - Walter Campbell Smith
- 1946 - Leonard Hawkes
- 1947 - Percy Evans
- 1948 - James Phemister
- 1949 - Ernest Masson Anderson
- 1950 - Tom Eastwood
- 1951 - William Bernard Robinson King
- 1952 - William James Pugh
- 1953 - Frank Dixey
- 1954 - Kenneth Arthur Davies
- 1955 - Cyril James Stubblefield
- 1956 - Frederick Murray Trotter
- 1957 - Henry George Dines
- 1958 - Robert George Spencer Hudson
- 1959 - Sydney Ewart Hollingworth
- 1960 - Archibald Gordon MacGregor
- 1961 - Wilfrid Edwards
- 1962 - Errol Ivor White
- 1963 - Norman Leslie Falcon
- 1964 - George Hoole Mitchell
- 1965 - Walter Frederick Whittard
- 1966 - Kingsley Charles Dunham
- 1967 - Thomas Stanley Westoll
- 1968 - Gilbert Wilson
- 1969 - Percy Edward Kent
- 1970 - Robert Millner Shackleton
- 1971 - Basil Charles King
- 1972 - Stephen Robert Nockolds
- 1973 - Alwyn Williams
- 1974 - William Alexander Deer
- 1975 - John Sutton
- 1976 - Robert Andrew Howie
- 1977 - Martin Harold Phillips Bott
- 1978 - Stephen Moorbath
- 1979 - Wallace Spencer Pitcher
- 1980 - Joseph Victor Smith
- 1981 - George Malcolm Brown
- 1982 - Derek Flinn
- 1983 - Michael John O'Hara
- 1984 - James Christopher Briden
- 1985 - Brian Frederick Windley
- 1986 - Keith Gordon Cox
- 1987 - Charles David Curtis
- 1988 - Ian Gass
- 1989 - Anthony Seymour Laughton
- 1990 - Johnson Robin Cann
- 1991 - Michael Robert House
- 1992 - Ian William Drummond Dalziel
- 1993 - Anthony Brian Watts
- 1994 - Jorn Thiede
- 1995 - Ian Stuart Edward Carmichael
- 1996 - Robert Arbuckle Berner
- 1997 - Bernard John Wood
- 1998 - Robert Stephen John Sparks
- 1999 - David Gubbins

### 2000-talet
- 2000 – David Headley Green
- 2001 – Juan Watterson
- 2002 – David Price
- 2003 – Alexander Norman Halliday
- 2004 – Philip England
- 2005 - Christopher Scholz
- 2006 – Brian Kennett
- 2007 – Herbert Huppert
- 2008 – Mike Searle
- 2009 – David Kohlstedt
- 2010 – Randall Parrish
- 2011 – Bruce Watson
- 2012 – Frank S. Spear
- 2013 – Peter Kokelaar
- 2014 – Julian Pearce
- 2015 –  Geoffrey Wadge
- 2016 – Jon Blundy
- 2017 – Tim Elliott
- 2018 – Janne Blichert-Toft
- 2019 – Marian Holness